# Krystyna Kobylańska
Krystyna Kobylańska (* 6. August 1925 in Brest; † 30. Januar 2009 in Milanówek) war eine polnische Musikwissenschaftlerin.

## Leben
Kobylańska kam als Jugendliche in das Vernichtungslager Auschwitz, das sie jedoch überlebte. Nach der Befreiung Polens studierte sie Klavier am Warschauer Konservatorium und Musikwissenschaft an der Warschauer Universität. Von 1951 bis 1966 war sie in der polnischen Chopin-Gesellschaft tätig und leitete das Warschauer Chopin-Museum. 1966/67 lebte sie in Paris und setzte ihre Chopin-Studien am Centre national de la recherche scientifique fort.
Sie veröffentlichte neben zahlreichen Aufsätzen ein Werkverzeichnis Chopins (Abkürzung: KK) und verschiedene Ausgaben seiner Korrespondenz.

## Werke
- Korespondencja Chopina z rodziną (Chopins Korrespondenz mit der Familie), Warschau 1972
- Frédéric Chopin. Thematisch-bibliographisches Werkverzeichnis, München: Henle 1979
- Korespondencja Chopina z George Sand i jej dziećmi (Chopins Korrespondenz mit George Sand und ihren Kindern), 2 Bände, Warschau 1981
- Frédéric Chopin, Briefe, Berlin 1983